# Listes des plus hautes constructions du monde

Schéma à l'échelle des plus grandes constructions du monde hors mer.

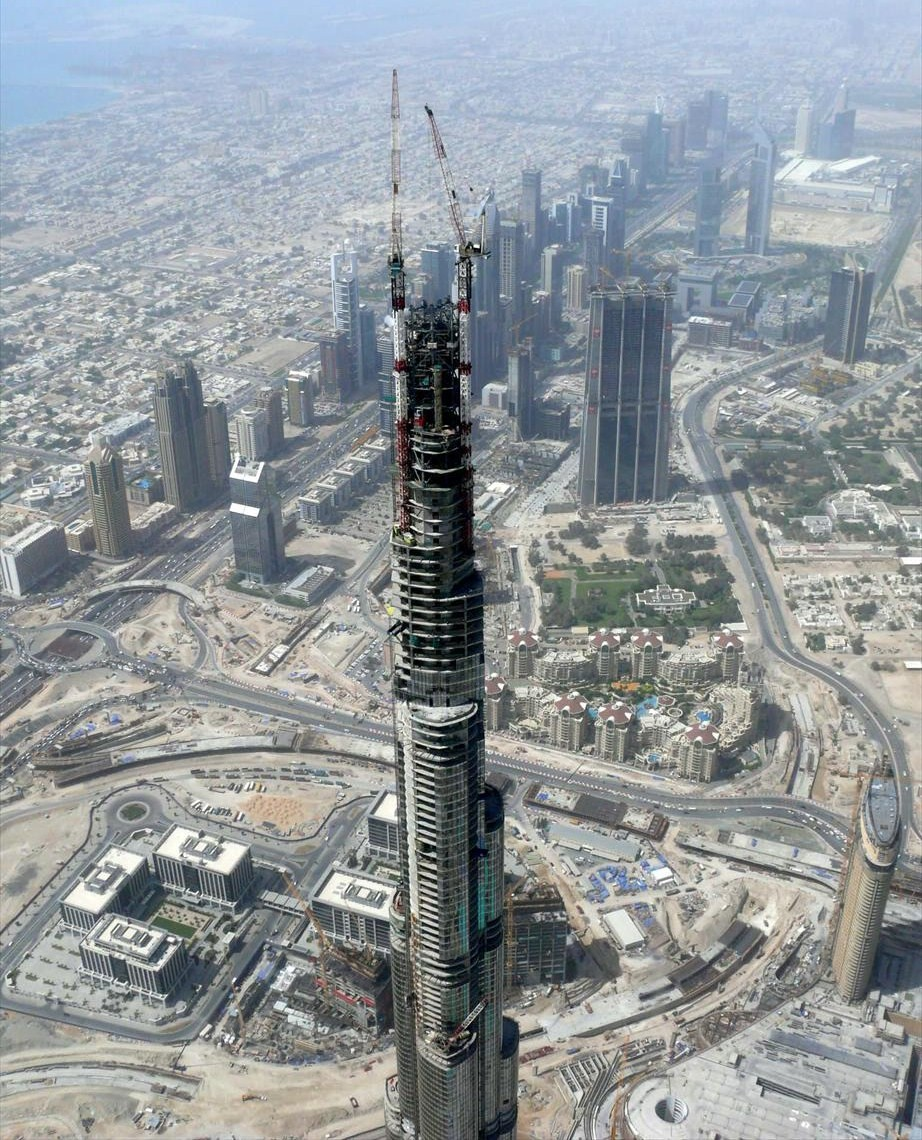
Burj Khalifa (8 mai 2008), plus grande structure du monde.

Ces listes des plus hautes constructions du monde identifient les records de hauteur établis, selon le type de construction, ou selon l'année.

## Constructions les plus hautes pour chaque type de construction
La plus haute construction du monde est le Burj Khalifa à Dubai, un gratte-ciel faisant 828 mètres (m) de haut. Elle a acquis officiellement ce titre lors de son inauguration le 4 janvier 2010, bien qu'elle ait atteint cette hauteur dès le 17 janvier 2009. Elle a dépassé le mât de KVLY-TV du Dakota du Nord (États-Unis) le 7 avril 2008, puis la tour de transmission de Radio Varsovie et la tour du CN en septembre,,. L'édifice possède également une plateforme d'observation publique (en), située à une hauteur de 555 m.
La deuxième plus haute structure autoportante est la plateforme Petronius, s'élevant à 610 m au-dessus de la lithosphère océanique. Cependant, les définitions ne convergent pas concernant la validité de l'espace situé sous l'eau.

### Actuelles
La liste ci-dessous recense les records de hauteur pour chaque type de construction. Pour la liste exhaustive, voir la liste des plus hautes structures du monde.
| Catégorie                                                                     | Structure                                                  | Pays                | Ville                                 | Hauteur (m) | Année de construction | Coordonnées                                                               |
| ----------------------------------------------------------------------------- | ---------------------------------------------------------- | ------------------- | ------------------------------------- | ----------- | --------------------- | ------------------------------------------------------------------------- |
| Gratte-ciel · Liste des plus hauts gratte-ciel                                | Burj Khalifa                                               | Émirats arabes unis | Dubai                                 | 828         | 2008                  | 25° 11′ 50″ N, 55° 16′ 26,6″ E                                            |
| Tour de transmission                                                          | Mât de KVLY-TV                                             | États-Unis          | Blanchard (Dakota du Nord)            | 628,8       | 1963                  | 47° 20′ 31,85″ N, 97° 17′ 21,13″ O                                        |
| Tour horloge · Liste des plus hautes tours horloge (en)                       | Abraj Al Bait Towers                                       | Arabie saoudite     | La Mecque                             | 601         | 2011                  | 21° 25′ 08″ N, 39° 49′ 35″ E                                              |
| Mât radio (en)                                                                | Émetteur de très basse fréquence à Lualualei               | États-Unis          | Lualualei (Hawaï) (en)                | 458         | 1972                  | 21° 25′ 11,87″ N, 158° 08′ 53,67″ O ; 21° 25′ 13,38″ N, 158° 09′ 14,35″ O |
| Tours jumelles · Liste des plus hautes tours jumelles (en)                    | Tours Petronas                                             | Malaisie            | Kuala Lumpur                          | 452         | 1998                  | 3° 09′ 27,45″ N, 101° 42′ 40,7″ E; 3° 09′ 29,45″ N, 101° 42′ 43,4″ E      |
| Cheminée · Liste des plus hautes cheminées                                    | Centrale thermique d'Ekibastouz 2                          | Kazakhstan          | Ekibastouz                            | 419,7       | 1987                  | 52° 01′ 26,3″ N, 75° 28′ 34,5″ E                                          |
| Radar                                                                         | Dimona Radar Facility (en)                                 | Israël              | Dimona                                | 400         | 2008                  | 30° 58′ 06,93″ N, 35° 05′ 49,64″ E ; 30° 58′ 32,46″ N, 35° 05′ 55,25″ E   |
| Tour en treillis · Liste des plus hautes tours en treillis                    | Tour de télévision de Kiev                                 | Ukraine             | Kiev                                  | 385         | 1973                  | 50° 28′ 16,49″ N, 30° 27′ 11,97″ E                                        |
| Pylône électrique                                                             | Zhoushan Island Overhead Powerline Tie (en)                | Chine               | Zhoushan                              | 370         | 2009                  | 29° 56′ 02,78″ N, 122° 02′ 10,12″ E ; 29° 54′ 41,39″ N, 122° 01′ 26,38″ E |
| Mât tubulaire                                                                 | Tour de télévision de Vinnytsia                            | Ukraine             | Vinnytsia                             | 354         | 1961                  | 49° 14′ 30,04″ N, 28° 25′ 25,25″ E                                        |
| Pile de pont · Liste des plus hauts ponts (en)                                | Viaduc de Millau                                           | France              | Millau                                | 342         | 2004                  | 44° 05′ 09,97″ N, 3° 01′ 17,94″ E                                         |
| Tour de recherche scientifique                                                | Tour météorologique d'Obninsk (en)                         | Russie              | Obninsk                               | 315         | 1958                  | 55° 06′ 41,72″ N, 36° 35′ 53,75″ E                                        |
| Tour de Blaw-Knox (en)                                                        | Tour Lakihegy (en)                                         | Hongrie             | Szigetszentmiklós                     | 314         | 1968                  | 47° 22′ 23″ N, 19° 00′ 16″ E                                              |
| Tour d'observation                                                            | Sydney Tower                                               | Australie           | Sydney                                | 306         | 1981                  | 33° 52′ 14″ S, 151° 12′ 32″ E                                             |
| Barrage · Liste des plus hauts barrages                                       | Barrage de Jinping-I                                       | Chine               | préfecture autonome yi de Liangshan   | 305         | 2013                  | 28° 11′ 07″ N, 101° 37′ 42″ E                                             |
| Statue et piédestaux · Liste des plus hautes statues                          | Statue de l'Unité                                          | Inde                | Gujarat                               | 240         | 2018                  | 21° 49′ 58″ N, 73° 43′ 08″ E                                              |
| Éolienne                                                                      | Østerild Wind Turbine Test Field (en)                      | Danemark            | Østerild Wind Turbine Test Field (en) | 222         | 2014                  | 57° 04′ 44,41″ N, 8° 53′ 00,87″ E                                         |
| Minaret · Liste des plus hauts minarets (en)                                  | Djamaâ El-Djazaïr                                          | Algérie             | Alger                                 | 270         | 2017                  | 36° 44′ 06″ N, 3° 08′ 36″ E                                               |
| Tour de refroidissement · Liste des plus hautes tours de refroidissement (en) | Kalisindh Thermal Power Station (en)                       | Inde                | Jhalawar                              | 201,9       | 2012                  | 24° 32′ 04,97″ N, 76° 05′ 57,89″ E ; 24° 31′ 58,33″ N, 76° 06′ 06,81″ E   |
| Monument                                                                      | Gateway Arch                                               | États-Unis          | Saint-Louis (Missouri)                | 192         | 1965                  | 38° 37′ 28,62″ N, 90° 11′ 05,87″ O                                        |
| Château d'eau                                                                 | Tour principale des Kuwait Towers                          | Koweït              | Koweït City                           | 187         | 1979                  | 29° 23′ 22,75″ N, 48° 00′ 11,57″ E                                        |
| Structure en maçonnerie                                                       | Anaconda Smelter Stack                                     | États-Unis          | Anaconda (Montana)                    | 178,3       | 1919                  | 46° 06′ 36,53″ N, 112° 54′ 48,8″ O                                        |
| Tour inclinée, Stade                                                          | Tour du stade olympique de Montréal                        | Québec              | Montréal                              | 175         | 1976                  | 45° 33′ 33,53″ N, 73° 33′ 07,61″ O                                        |
| Obélisque                                                                     | Monument de San Jacinto                                    | États-Unis          | La Porte (Texas)                      | 173,7       | 1939                  | 29° 44′ 59,46″ N, 95° 04′ 50,52″ O                                        |
| Église · Liste des plus hautes églises                                        | Chicago Temple Building                                    | États-Unis          | Chicago                               | 173         | 1924                  | 41° 52′ 58,81″ N, 87° 37′ 50,25″ O                                        |
| Grande roue · Liste des plus hautes grandes roues                             | High Roller                                                | États-Unis          | Las Vegas                             | 167,6       | 2014                  | 36° 07′ 03″ N, 115° 10′ 05″ O                                             |
| Édifice en maçonnerie                                                         | Mole Antonelliana                                          | Italie              | Turin                                 | 167         | 1889                  | 45° 04′ 08,45″ N, 7° 41′ 35,62″ E                                         |
| Édifice en maçonnerie                                                         | Philadelphia City Hall                                     | États-Unis          | Philadelphie                          | 167         | 1901                  | 39° 57′ 09,79″ N, 75° 09′ 48,72″ O                                        |
| Hampe de drapeau · Liste des plus hautes hampes de drapeaux                   | Hampe de drapeau du Caire                                  | Égypte              | Le Caire                              | 202         | 2021                  | 30° 00′ 49″ N, 31° 45′ 18″ E                                              |
| Hall industriel                                                               | Vehicle Assembly Building                                  | États-Unis          | Kennedy Space Center de Floride       | 160         | 1966                  | 28° 35′ 09,64″ N, 80° 39′ 02,11″ O                                        |
| Dôme · Liste des plus hauts dômes (en)                                        | Dôme de la basilique Notre-Dame-de-la-Paix de Yamoussoukro | Côte d'Ivoire       | Yamoussoukro                          | 158         | 1990                  | 6° 48′ 40″ N, 5° 17′ 47″ O                                                |
| Pagode                                                                        | Pagode de Tianning (en)                                    | Chine               | Changzhou                             | 153.79      | 2007                  | 31° 46′ 37″ N, 119° 57′ 55″ E                                             |
| Croix · Liste des plus hautes croix                                           | Valle de los Caídos                                        | Espagne             | El Escorial                           | 152,4       | 1957                  | 40° 38′ 31,46″ N, 4° 09′ 19,6″ O                                          |
| Télescope                                                                     | Radiotélescope FAST                                        | Chine               | Xian de Pingtang                      | 173,5       | 2016                  | 25° 39′ 10,44″ N, 106° 51′ 24,1″ O                                        |
| Montagnes russes · Liste des plus hautes montagnes russes                     | Kingda Ka                                                  | États-Unis          | Jackson                               | 138,98      | 2005                  | 40° 08′ 26,54″ N, 74° 25′ 59,83″ O                                        |
| Tombeau                                                                       | Pyramide de Khéops                                         | Égypte              | Gizeh                                 | 138,8       | -2560                 | 29° 58′ 44,93″ N, 31° 08′ 03,09″ E                                        |
| Pyramide · Liste des plus hautes pyramides (en)                               | Pyramide de Khéops                                         | Égypte              | Gizeh                                 | 138,8       | -2560                 | 29° 58′ 44,93″ N, 31° 08′ 03,09″ E                                        |
| Phare · Liste des plus hauts phares (en)                                      | Phare de Djeddah                                           | Arabie saoudite     | Jeddah                                | 133         | 1990                  | 21° 28′ 07,14″ N, 39° 08′ 58,98″ E                                        |
| Tour de contrôle                                                              | Aéroport international de Kuala Lumpur 2 Control Tower     | Malaisie            | Sepang                                | 141,3       | 2013                  | 2° 44′ 26″ N, 101° 40′ 45″ E                                              |
| Stūpa                                                                         | Phra Pathommachedi (en)                                    | Thaïlande           | Nakhon Pathom                         | 127         | 1870                  | 13° 49′ 11″ N, 100° 03′ 37″ E                                             |
| Sculpture                                                                     | Spire de Dublin                                            | Irlande             | Dublin                                | 121,2       | 2003                  | 53° 20′ 59,28″ N, 6° 15′ 36,93″ O                                         |
| Structure en bois · Liste des plus hautes constructions en bois (en)          | Tour hertzienne de Gliwice                                 | Pologne             | Gliwice                               | 118         | 1935                  | 50° 18′ 48,12″ N, 18° 41′ 20,26″ E                                        |
| Silo                                                                          | tour de Schapfen Mill (en)                                 | Allemagne           | Ulm                                   | 115         | 2005                  | 48° 25′ 57″ N, 9° 58′ 58″ E                                               |
| Pilier de téléphérique                                                        | Pilier du téléphérique de la Zugspitze                     | Autriche            | Kaprun                                | 127         | 2017                  | 47° 27′ 21,9″ N, 10° 59′ 30,3″ E                                          |
| Sphère                                                                        | Sphere at The Venetian Resort                              | États-Unis          | Paradise                              | 112         | 2023                  | 36° 07′ 14″ N, 115° 09′ 41″ O                                             |
| Gopura · Liste des plus hauts gopuras (en)                                    | Temple de Murudeshwara (en)                                | Inde                | Murudeshwara (en)                     | 76          | 2008                  | 14° 05′ 39″ N, 74° 29′ 07″ E                                              |
| Église en bois · Liste des plus hautes églises                                | Église des saints archanges (en)                           | Roumanie            | Șurdești                              | 72          | 1766                  | 47° 35′ 49,11″ N, 23° 45′ 52,54″ E                                        |

### En construction

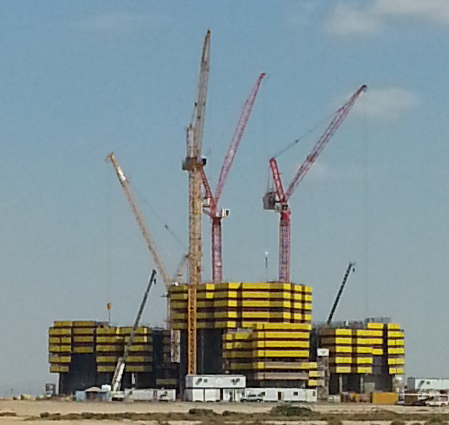
État de la construction de la Kingdom Tower au 10 janvier 2015.

De nombreux gratte-ciel sont proposés, planifiés ou en train d'être construits. Les gratte-ciels suivants sont tous en construction et pourraient se qualifier comme plus grande construction du monde dans au moins une catégorie :
- Jeddah Tower, en Arabie saoudite, a été conçue comme la première construction humaine à dépasser 1 000 mètres de hauteur (1 007 m). Prévue pour être achevée en 2020[12], la construction a été longtemps suspendue et la date d'achèvement n'est pas connue.
- Le Pentominium de Dubaï, débuté en 2007 et dont les travaux sont suspendus depuis août 2011, fera, s'il aboutit, 516 m de haut, ce qui le classerait comme plus grand édifice résidentiel du monde, avec 120 étages.
- L’Abu Dhabi Plaza à Astana (Kazakhstan), sera en 2020 le gratte-ciel le plus haut d’Asie Centrale avec ses 382 m.

### Détruites

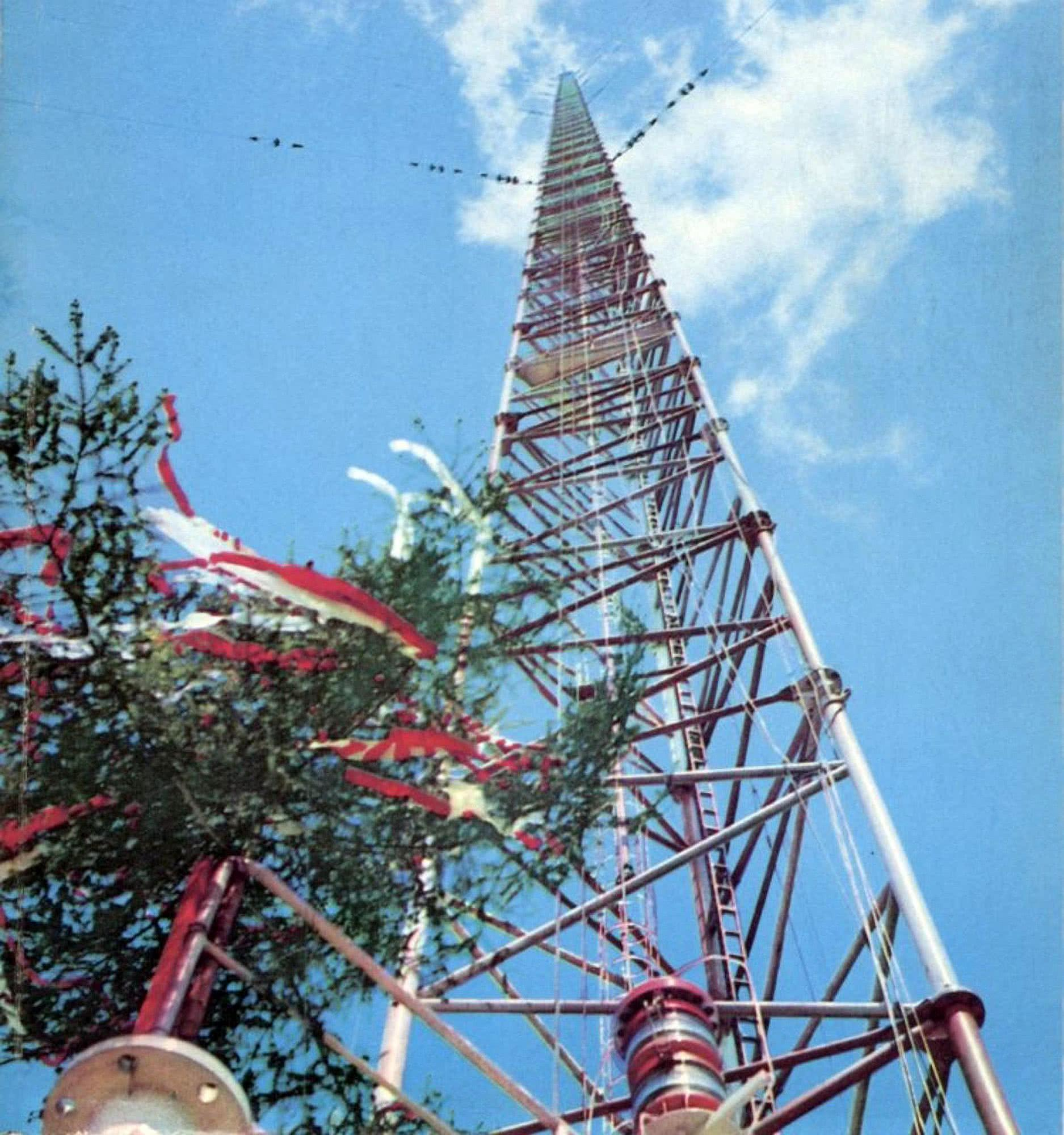
La tour de transmission de Radio Varsovie, la plus grande structure du monde de 1974 à 1991.

Il existe des constructions qui ont été détruites et qui étaient plus grandes que certaines structures actuelles dans certaines catégories. Certaines d'entre elles ont également été déclassées avant leur destruction.
| Catégorie                      | Structure                                   | Pays       | Ville            | Hauteur (m) | Hauteur (pi) | Coordonnées                        | Remarques |
| ------------------------------ | ------------------------------------------- | ---------- | ---------------- | ----------- | ------------ | ---------------------------------- | --- |
| Mât émetteur                   | tour de transmission de Radio Varsovie      | Pologne    | Gąbin            | 646,38      | 2 121        | 52° 22′ 03,74″ N, 19° 48′ 08,73″ E | Achevée en 1974, détruite le 8 août 1991.                                                                                    |
| Gratte-ciel                    | World Trade Center                          | États-Unis | New-York         | 510         | 1673         | 40° 42′ 46″ N, 74° 00′ 48″ O       | Achevées en 1980, détruites le 11 septembre 2001.                                                                            |
| Tour de recherche scientifique | BREN Tower (en)                             | États-Unis | Nevada Test Site | 462         | 1 516        | 36° 46′ 50,23″ N, 116° 14′ 36,9″ O | Achevée en 1962, détruite le 23 mai 2012                                                                                     |
| Mât                            | transmetteur du système de navigation Oméga | Japon      | Tsushima         | 389         | 1 276        | 34° 36′ 53″ N, 129° 27′ 13″ E      | Achevée en 1973, démontée en 1998.                                                                                           |
| Tour de recherche scientifique | Smoky Shot Tower                            | États-Unis | Nevada Test Site | 213         | 700          | ???                                | Mât auquel était suspendue la bombe nucléaire « Smoky » de 44 kilotonnes, démolie le 31 août 1957 (voir opération Plumbbob). |
| Structure de bois              | Émetteur de Mühlacker                       | Allemagne  | Mühlacker        | 190         | 623          | 48° 56′ 27,67″ N, 8° 51′ 08,24″ E  | Achevé en 1934, détruit le 6 avril 1945 par les Allemands afin d'éviter son utilisation par les Alliés.                      |
| Mât émetteur en bois           | Émetteur de Radio San Paolo (it)            | Italie     | Rome             | 217,6       | 714          | 41° 51′ 18,18″ N, 12° 28′ 36,69″ E | Achevé en 1917, date de destruction inconnue.                                                                                |
| Maçonnerie                     | Mole Antonelliana                           | Italie     | Turin            | 167,5       | 549,5        | 45° 04′ 08,45″ N, 7° 41′ 35,62″ E  | Flèche détruite par une tornade en 1953, reconstruite depuis.                                                                |
| Clocher                        | Cathédrale de Lincoln                       | Angleterre | Lincoln          | 160         | 524          | 53° 14′ 03,26″ N, 0° 32′ 10,54″ O  | Achevée en 1311, flèche tombée en 1549.                                                                                      |
| Silo                           | Tour Henninger                              | Allemagne  | Francfort        | 120         | 394          | 50° 05′ 50,18″ N, 8° 41′ 36,81″ E  | Construit en 1961, démoli en 2013.                                                                                           |
| Phare                          | Phare d'Alexandrie                          | Égypte     | Alexandrie       | 115-135     | 377-443      | 31° 12′ 51″ N, 29° 53′ 06″ E       | Achevé en 279 Av-JC, détruit par un séisme en 1323.                                                                          |

### Listes régionales
Comprend des listes de plus hautes constructions, structures, gratte-ciel et immeubles.
- Afrique (gratte-ciel)
- Australie
  - Brisbane (gratte-ciel)
  - Gold Coast (gratte-ciel)
- Brésil
  - São Paulo (gratte-ciel)
- Canada
  - Calgary (gratte-ciel)
  - Québec (gratte-ciel)
    - Montréal
    - Québec (gratte-ciel)

  - Toronto
  - Vancouver (gratte-ciel)
- Chili
  - Santiago (gratte-ciel)
- Chine
- Émirats arabes unis
  - Abou Dabi (immeubles)
  - Dubaï (immeubles)
- États-Unis
- Europe (gratte-ciel)
- Inde
- Israël
  - Tel Aviv (immeubles)
- Japon
- Mexique
  - Acapulco (gratte-ciel)
  - Monterrey (gratte-ciel)
- Panama (gratte-ciel)
- Singapour (gratte-ciel)
- Taïwan
  - Taichung (gratte-ciel)
  - Taipei (gratte-ciel)
- Thaïlande